# Coprolithina
Coprolithina es un género de foraminífero bentónico de la subfamilia Pernerininae, de la familia Ataxophragmiidae, de la superfamilia Ataxophragmioidea, del suborden Ataxophragmiina y del orden Loftusiida. Su especie tipo es Coprolithina subcylindrica. Su rango cronoestratigráfico abarca el Senoniense (Cretácico superior).

## Discusión
Clasificaciones previas incluían Coprolithina en el suborden Textulariina del orden Textulariida o en el orden Lituolida.

## Clasificación
Coprolithina incluye a las siguientes especies:
- Coprolithina ebusitana †
- Coprolithina subcylindrica †